# The Cambridge History of the Byzantine Empire
The Cambridge History of the Byzantine Empire c.500-1492 es un libro de historia del Imperio bizantino, publicado por Cambridge University Press en 2009 y editado por el historiador Jonathan Shepard de la Universidad de Cambridge.
La historia se compone de veinticuatro capítulos en orden cronológico que contienen material nuevo y reeditado, quince de ellos habían aparecido previamente en otros libros de Cambridge como The Cambridge Ancient History y The New Cambridge Medieval History. El libro fue criticado por falta de coherencia en los períodos de tiempo y porque surgió como resultado de reunir material procedente de otras fuentes, también por el hecho de que parte de los textos no estaban totalmente actualizados y por una tendencia a concentrarse demasiado en asuntos externos al imperio descuidando los asuntos internos. Sin embargo, algunos de los nuevos capítulos fueron elogiados por su contenido original.